# Paul Zipser
Paul Viktor Louis Zipser (ur. 18 lutego 1994 w Heidelbergu) – niemiecki koszykarz występujący na pozycjach rzucającego obrońcy oraz niskiego skrzydłowego, obecnie zawodnik Bayernu Monachium.
14 lipca 2018 został zwolniony przez Chicago Bulls.
3 sierpnia 2019 dołączył po raz kolejny w karierze do niemieckiego Bayernu Monachium

## Osiągnięcia
Stan na 4 sierpnia 2019, na podstawie, o ile nie zaznaczono inaczej.
Drużynowe
- Mistrz Niemiec (2014)
- Wicemistrz niemiec (2015)
- Finalista pucharu Niemiec (2016)

Indywidualne
- Najlepszy młody zawodnik ligi niemieckiej (2016)
- Uczestnik meczu gwiazd niemieckiej ligi BBL (2016)

Reprezentacja
- Uczestnik mistrzostw:
  - Europy (2015 – 18. miejsce)
  - Europy U–16 (2010 – 13. miejsce)
  - Europy U–18 (2011 – 11. miejsce, 2012 – 14. miejsce)
  - turnieju Alberta Schweitzera (2012)
- Zaliczony do I składu turnieju Alberta Schweitzera (2012 – 4. miejsce)